# Nectophrynoides frontierei
Nectophrynoides frontierei är en groddjursart som beskrevs av Menegon, Salvidio och Simon Loader 2004. Nectophrynoides frontierei ingår i släktet Nectophrynoides och familjen paddor. IUCN kategoriserar arten globalt som otillräckligt studerad. Inga underarter finns listade i Catalogue of Life.